# 达尔丘拉德哈特
达尔丘拉德哈特（Dharchula Dehat），是印度北阿坎德邦Pithoragarh县的一个城镇。总人口3738（2001年）。

## 人口
该地2001年总人口3738人，其中男性1897人，女性1841人；0—6岁人口653人，其中男347人，女306人；识字率64.04%，其中男性为73.91%，女性为53.88%。